# 俺は日本人だ
『俺は日本人だ』（おれはにっぽんじんだ）は、1934年（昭和9年）に日本で製作・公開されたサイレント映画である。製作・配給大都映画。同時上映は『港の伊達男』。

## スタッフ
- 監督 : 大江秀夫
- 脚本 : 谷逸馬
- 撮影 : 金森清太郎

## キャスト
- 隼秀人
- 琴糸路
- 伴淳三郎
- 大河百々代
- 琴路美津子